# North Western Railway (Britisch-Indien)
| North Western Railway                                | North Western Railway         |
| ---------------------------------------------------- | ----------------------------- |
| Eine 1896 gebaute Lokomotive der Baureihe TA.        |                               |
| Streckennetz der North Western Railway im Jahre 1908 |                               |
| Streckenlänge:                                       | 1905: 5098 km 1947: 11 041 km |
| Spurweite:                                           | 1676 mm (Kolonialspur)        |
|                                                      |                               |

Die North Western Railway (NWR) war eine Eisenbahngesellschaft in Britisch-Indien, wurde 1886 durch Fusion mehrerer Eisenbahngesellschaften als North Western State Railway gegründet und später umbenannt.

## Geschichte
Die NWR stand aufgrund der Nähe zur Grenze zu Afghanistan, vor allem wegen der strategisch wichtigen Strecke von Sibi nach Quetta über den Bolan-Pass, unter staatlicher Verwaltung.
Was zunächst als militärisches und strategisches Eisenbahnprojekt begann, wurde schließlich bis 1905 mit einer Streckenlänge von 5098 km zum größten Bahnsystem in Britisch-Indien. Wie alle großen Eisenbahngesellschaften in Indien verwendete auch die NWR die indische Breitspur von 1676 mm.
Mit der Kalka-Shimla Railway betrieb sie ab 1907 auch eine Schmalspurbahn.
Nach dem Ende der Kolonialzeit und der Unabhängigkeit 1947 gehörte der größte Teil des NWR-Streckennetzes, das nun auf dem Gebiet eines neu gegründeten Staates lag, zu Pakistan und wurde zur Pakistan Western Railway. Aus dem kleineren weiter zu Indien gehörenden Teil wurde die Eastern Punjab Railway, die 1952 in der neugegründeten regionalen Northern Railway aufging.

## Ursprungsgesellschaften der NWR
Das Netz der North Western Railway entstand durch den Zusammenschluss mehrerer Eisenbahnen. Dazu gehörten:
- Scinde, Punjab and Delhi Railway
- Indus Valley State Railway
- Punjab Northern State Railway
- Sind–Sagar Railway
- Sind–Pishin State Railway
- Kandahar State Railway

1930 ging auch die zuvor unabhängige Southern Punjab Railway in der NWR auf.

## Fahrzeuge

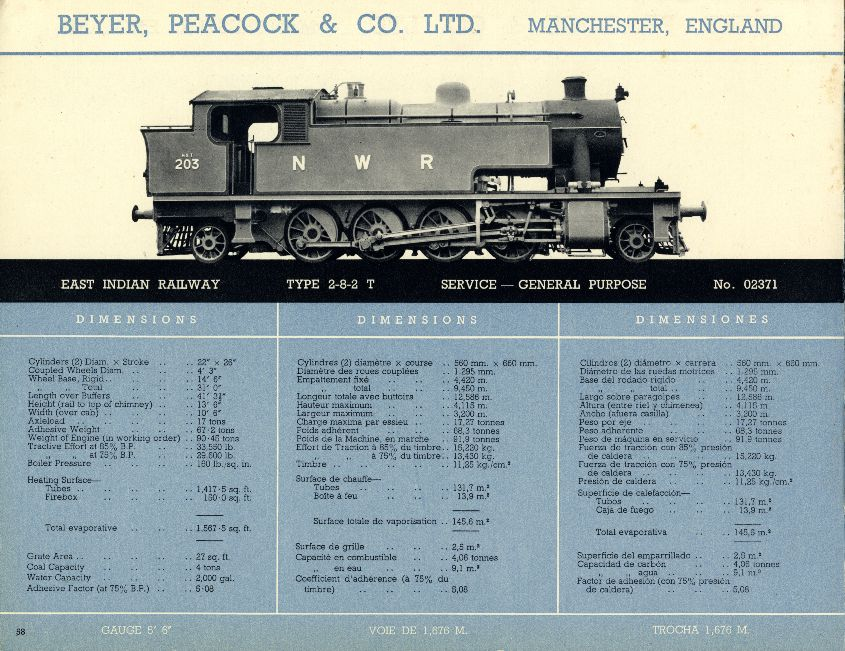
Eine 1924 von Beyer-Peacock gebaute Lokomotive der Baureihe HT.

1899 war die NWR im Besitz von 602 Dampflokomotiven, 2121 Personen- und 10 312 Güterwagen. Ab 1906 wurde auch ein von Vulcan Foundry gebauter Dampftriebwagen eingesetzt.
Die NWR beschaffte 1911 einen 11-Wagen-Hofzug, als Georg V. und seine Frau Maria Britisch-Indien bereisten.
1923 kaufte die NWR zu Testzwecken eine Mallet-Lokomotive bei den Baldwin Locomotive Works und 1925 eine bei Beyer-Peacock in Großbritannien gebaute Garratt-Lokomotive. Die beiden Gelenklokomotiven sollten die schweren Tenderlokomotiven der Bauart 1’D1’ n2t auf der steigungsreichen Strecke über den Bolan-Pass ersetzen. Beide erwiesen sich aber als nicht sehr erfolgreich und es gab keinerlei Nachbauaufträge. Sie wurden später auf der Strecke zwischen Lala Musa und Rawalpindi eingesetzt, wo die Steigungen geringer waren. Nach relativ kurzer Einsatzzeit wurden sie verschrottet, die Garratt 1937.
Bis 1936 erhöhte sich der Bestand auf 1332 Lokomotiven, 18 Triebwagen, 1494 Personen- und über 30 000 Güterwagen.

## Klassifizierung
Die NWR wurde nach der von der indischen Regierung 1926 eingeführten Indian Railway Classification als Eisenbahn der Klasse I eingestuft. Gemessen am Nettojahresumsatz war 1927 die NWR mit 57.343.000 Rupien die zweitgrößte Eisenbahngesellschaft in Indien.

## Die NWR in Arabien
Die 1839 gegründete britische Niederlassung Aden im Süden der Arabischen Halbinsel gehörte zur Präsidentschaft Bombay von Britisch-Indien. Daher wurde die dortige 46 km lange Eisenbahnstrecke der Aden Railway von der indischen NWR geführt.